# Brzozowy Kąt (województwo lubelskie)
Brzozowy Kąt – wieś w Polsce położona w województwie lubelskim, w powiecie radzyńskim, w gminie Komarówka Podlaska.
| SIMC    | Nazwa  | Rodzaj    |
| ------- | ------ | --------- |
| 0014143 | Elizin | część wsi |

Wieś ekonomii brzeskiej w drugiej połowie XVII wieku. 
Do 1954 roku istniała gmina Brzozowy Kąt.
W latach 1975–1998 miejscowość administracyjnie należała do województwa bialskopodlaskiego.
Wieś stanowi sołectwo gminy Komarówka Podlaska. Według Narodowego Spisu Powszechnego z roku 2011 wieś liczyła 375 mieszkańców.
Wierni Kościoła rzymskokatolickiego należą do parafii Najświętszego Serca Pana Jezusa w Komarówce Podlaskiej.

## Historia
Brzozowy Kąt, w wieku XIX wieś w powiecie radzyńskim, gminie Brzozowy Kąt, parafii Komarówka. Wieś posiadała urząd gminny z siedzibą najpierw w Rudnie, a następnie w Wiskach (podział na gminy według stanu z dnia 1 kwietnia 1933(dts)).
W 1827 roku Brzozowy Kąt liczył 63 domy i 402 mieszkańców, w roku 1880 wieś posiadała 72 domy i 532 mieszkańców zaś rozległości 1459 mórg.
Gmina Brzozowy Kąt graniczyła z gminami: Jabłoń, Lisiawólka, Milanów i Żelizna. Ludność osiadła na terenie gminy 3340 osób, rozległość 14652 mórg. Zarząd gminy we wsi Rudno. Sąd gminny  okręgu II w Szóstce, najbliższa stacja pocztowa w Międzyrzecu. W skład gminy wchodziły wówczas: Brzozowy Kąt, Elizin, Derewiczna, Planta, Rudno, Walina, Wiski i Woronice.